# Georg Mørch Christiansen
Georg Gorvitz Mørk Christiansen  (14. september 1921 i Vor Frelsers Sogn, Vejle – 2. december 1943 på Skæring Hede) var en dansk modstandsmand. Han blev sammen med fire andre henrettet i Skæring af den tyske besættelsesmagt.
Søn af på det tidspunkt polerermester Christian Marius Rudolf Christiansen og hustru Karen Sofie Mørk Hansen. Hans forældre var gift, men blev skilt inden Georg blev født. Han blev matematisk-naturvidenskabelig student fra Aarhus Katedralskole 1940 og blev optaget på økonomistudiet på Aarhus Universitet. Sideløbende hermed var han ansat på De danske Mejeriers Fælleskontor i Aarhus.
Georg Christiansen var kommunist og deltog fra 1942 i en kommunistisk studiekreds. Fremstilling og distribuering af det illegale blad Frit Danmark. Fra maj 1943 organiserede han flere sabotagegrupper, der under hans ledelse foretog flere industri- og jernbanesabotager, bl.a. på baneterrænet ved Århus Hovedbanegård. Særlig fremhæves sprængningen den 15. august 1943 af den østjyske længdebane.
I september 1943 kom Gestapo på sporet af ham og de sabotagegrupper, han ledede. Den 16. september 1943 blev han arresteret og den 24. november 1943 dømt til døden. Den 2. december 1943 blev han henrettet ved skydning i Skæring sammen med sabotørerne fra Randers. Tyskerne begravede ham på Kallesmærsk Hede ved Oksbøl, men efter befrielsen blev han bisat på Aarhus Vestre Kirkegård.
- Mindesten på Skæring Hede